# Gerhard Lamprecht

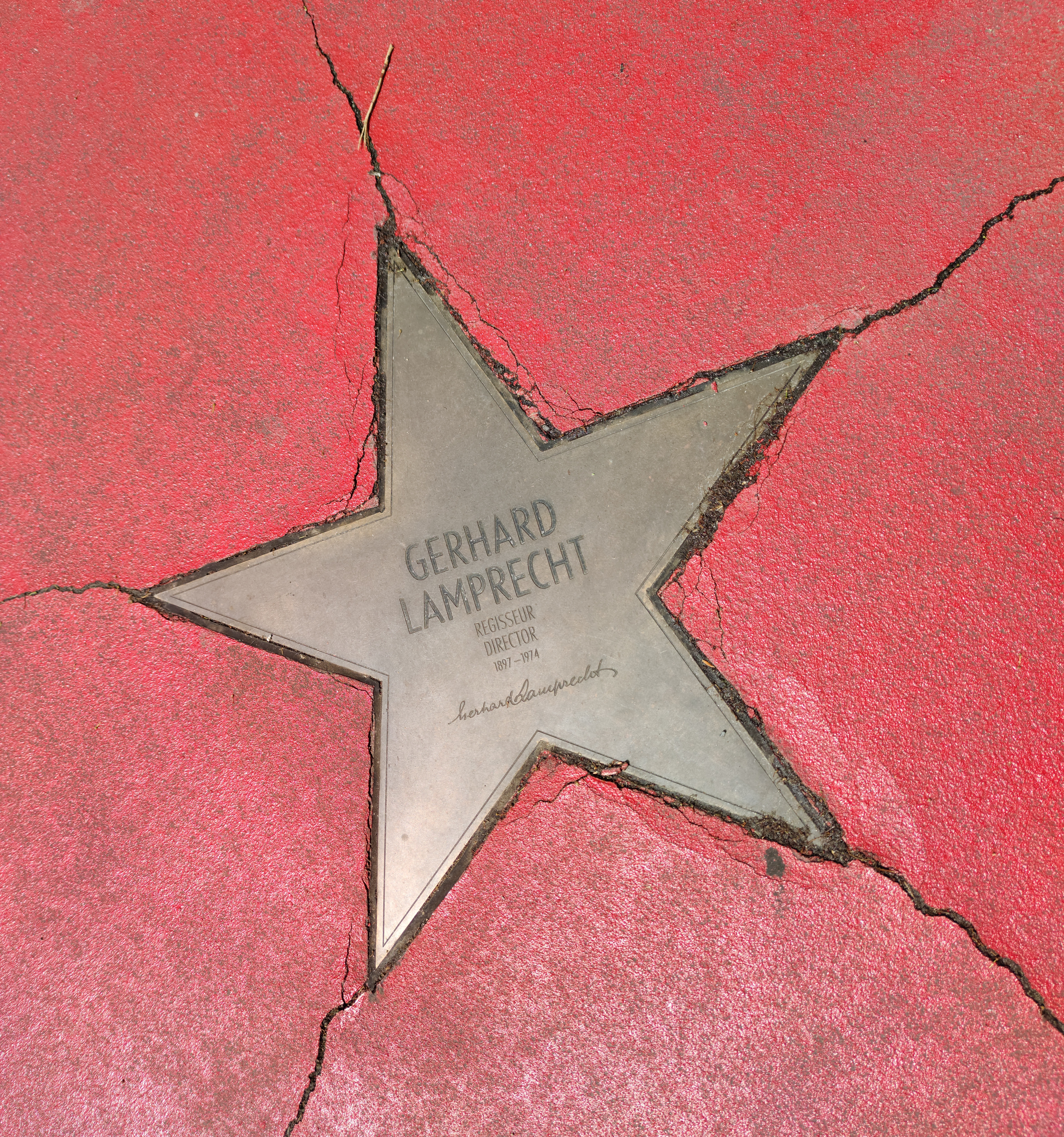
Lamprecht

Gerhard Lamprecht, född 6 oktober 1897 i Berlin, Kejsardömet Tyskland, död 4 maj 1974 i Västberlin, var en tysk filmregissör. Han blev tidigt intresserad av film, och efter att ha sett Victor Sjöströms Ingeborg Holm bestämde han sig för att bli filmregissör. Som ung tog han lektioner i skådespeleri för Paul Bildt och studerade drama vid Friedrich-Wilhelm-Universität i Berlin. Lamprecht stod under åren 1920-1958 för regin till över 60 filmer. Hans tidiga filmer på 1920-talet, till exempel Die Verrufenen, präglas av socialrealism. Till hans kändaste filmer hör Grabbar med ruter i från 1931, en tidig filmatisering av Emil och detektiverna med manus av Billy Wilder. Filmen blev en stor internationell framgång.
Lamprecht samlade med tiden på sig ett stort antal filmer, utrustning och memoria som han donerade till staten 1962. De blev grunden till Deutsche Kinemathek. Han tilldelades det tyska filmpriset Filmband in Gold 1967 för sin samlade karriär. Han arbetade fram till 1970 ihop ett komplett lexikon över tyska stumfilmer under åren 1903-1931, Deutsche Stummfilme 1903-1931.

## Filmregi, urval
- 1923 – Die Buddenbrooks
- 1925 – De utstötta (Die Verrufenen)
- 1926 – Die Unehelichen
- 1926 – Menschen untereinander
- 1928 – Unter der Laterne
- 1929 – Hotellets hemlighet
- 1931 – Zwischen Nacht und Morgen
- 1931 – Grabbar med ruter i
- 1932 – Svarta husaren
- 1933 – En viss Herr Gran
- 1933 – Spion K77
- 1934 – Prinsessans kärleksaffärer
- 1935 – Kapten över bord
- 1937 – Madame Bovary
- 1941 – Clarissa
- 1942 – Diesel
- 1946 – Irgendwo in Berlin
- 1954 – Kärlekens lag och livets